# Túl közeli rokon
A Túl közeli rokon (eredeti cím: Stuck on You) 2003-ban bemutatott amerikai filmvígjáték, melynek rendezői, forgatókönyvírói és producerei a Farrelly testvérek. A főbb szerepekben Matt Damon és Greg Kinnear látható, mellettük számos híresség tűnik fel cameoszerepben.
Az Amerikai Egyesült Államokban 2003. december 12-én mutatták be, bevételi és kritikai szempontból is mérsékelt sikert aratott.

## Cselekmény
Bob és Walt Tenor sziámi ikerpárként igyekeznek minél hétköznapibb életet élni. 
A társaságilag aktív, magabiztos Walt sikeres az ellenkező nemnél és hollywoodi karrierről álmodozik. Bob azonban a félénk és introvertált – van egy May Fong nevű kaliforniai levelezőpartnere, azonban sosem találkoztak és a lány nem tud Bob állapotáról. Martha’s Vineyard-szigetén, egy Oak Bluffs-i étkezdében dolgoznak szakácsként. Walt egyszemélyes műsort ad elő, míg a lámpalázas Bob igyekszik a háttérben maradni, az előadás sikerén felbuzdulva követi álmait és hezitáló testvérével Hollywoodba utaznak.
Kaliforniában lakást bérelnek és összebarátkoznak a szintén színészi pályára készülő April Mercedesszel. Walt elmagyarázza a nőnek, hogy műtéti szétválasztásuk bonyolult lenne, mert májuk nagy része Bob testében van (Walt ezért idősebbnek is tűnik nála pár évvel). A műtét komoly kockázatot jelentene Waltra nézve, Bob pedig hallani sem akar erről.
Walt nehezen talál munkát Hollywoodban, ügynöke, Morty O'Reilly sem túl segítőkész és egy alkalommal pornóforgatásra küldi. Cher zaklatott, amiért egy délutáni tévéműsorban kell szerepelnie és mindenáron ki akar szállni. Ezért felbéreli maga mellé Waltot, abban bízva, így majd törlik a sorozatot a műsorról. A producerek rájönnek tervére és ügyes kamerabeállításokkal, illetve bluebox technikával "eltüntetik" Bobot a képernyőről. A sorozat váratlan sikert arat és sztárt csinál Waltból.
Bob tudtán kívül Walt leszervez egy randit May Fong és testvére között. Romantikus kapcsolat alakul ki a lány és Bob között, miközben a testvérek mindent megtesznek, hogy elfedjék állapotukat. Egy idő múlva lebuknak és a lány elhagyja Bobot, amiért az hazudott neki. Mortytól megtudják, a nézők is gyanakodni kezdtek, hogy Walt és Bob sziámi ikrek. A rejtőzködés helyett felvállalják magukat és hírességek lesznek, reklámokat forgatnak és Jay Leno műsorában is fellépnek. Walt élvezi a sikert, de tudja, hogy Bob boldogtalan és hiányzik neki May. Walt egyetlen megoldásként a szétválasztásukat látja: elkezd őrült módon viselkedni, leissza magát és táskalopás miatt börtönbe juttatja mindkettőjüket. Másnap reggel összeverekednek, majd Bob is beleegyezik a műtétbe.
A műtét előtti éjszakán May visszatér és bocsánatot kér, amiért faképnél hagyta Bobot, valamint értesül a testvérek közelgő operációjáról. A műtét, melyet Ben Carson sebész hajt végre, sikeres lesz. Bob és May visszaköltözik Oak Bluffsba, de szétválasztásuk fizikailag és érzelmileg is megviseli Bobot, mivel testvére nélkül ügyetlenebbé vált, mind a munkájában, mind a hokiban. Walt elveszíti munkáját, amikor a sorozatot megszüntetik az alacsony nézettség miatt és nem talál újabb megbízatást. Egy Cherrel folytatott rövid beszélgetés ráébreszti, az lesz a legjobb döntés számára, ha ő is visszaköltözik szülővárosába.
Egy évvel később Walt és Bob ismét együtt üzemeltetik az éttermet. Bob és May összeházasodtak, a lány gyermeket vár. Az ikrek tépőzáras ruhával imitálják korábbi állapotukat. Walt a szereplési vágyát helyi színdarabokban kamatoztatja, egyebek mellett egy musicalben, ahol Meryl Streep társaságában Bonnie és Clyde történetét viszik színpadra.

## Szereplők
| Szerep                   | Színész              | Magyar hang         |
| ------------------------ | -------------------- | ------------------- |
| Bob Tenor                | Matt Damon           | Stohl András        |
| Walt Tenor               | Greg Kinnear         | Józsa Imre          |
| önmaga                   | Cher                 | Felföldi Anikó      |
| April Mercedes           | Eva Mendes           | Bertalan Ágnes      |
| May Fong                 | Wen Yann Shih        | Majsai-Nyilas Tünde |
| Mimmy                    | Pat Crawford Brown   | Illyés Mari         |
| Gilette                  | Ray Valliere         | Verebély Iván       |
| Tommy                    | Tommy Songin         | Besenczi Árpád      |
| Moe Neary                | Terence Bernie Hines | Faragó András       |
| Howard                   | Jackie Flynn         | Bezerédi Zoltán     |
| Morty O'Reilly           | Seymour Cassel       |                     |
| autós kötekedő           | Stephen Saux         |                     |
| Dicky                    | Danny Murphy         | Takátsy Péter       |
| Reney nyomozó            | Steve Tyler          |                     |
| Fraioli rendőrtiszt      | Dane Cook            |                     |
| sminkes                  | Lin Shaye            |                     |
| hokidrukker              | Bella Thorne         |                     |
| Debbie                   | Jessica Cauffiel     |                     |
| kocogó                   | Catherine McCord     |                     |
| szépség a buszmegállóban | Rhona Mitra          |                     |

Cameoszerepek
- Griffin Dunne (magyar hangja: Sebestyén András)[4]
- Jay Leno (magyar hangja: Forgács Gábor)
- Cam Neely – jégkorongozó
- Ricky Williams – amerikaifutball-edző
- Ben Carson – sebész (magyar hangja: Kapácsy Miklós)[4]
- Cameron Diaz[5]
- Mary Hart[5]
- Fernanda Lima
- Frankie Muniz – önmaga[5]
- Meryl Streep – önmaga (magyar hangja: Bánsági Ildikó)[4]
- Luke Wilson – önmaga
- Jesse Ventura – önmaga (magyar hangja: Koncz István)[5][4]
- Tom Brady [5]
- Lawyer Milloy [5]

## Fogadtatás

### Bevételi adatok
Az észak-amerikai bemutató nyitóhétvégéjén a 3. helyezést érte el (a Minden végzet nehéz és Az utolsó szamuráj mögött) , 9 411 055 dolláros bevétellel. A tengerentúlon 33 832 741, a többi területen pedig 31 951 762 dollárt gyűjtött, összbevétele így 65 784 503 lett. Az 55 millió dollárból készült film így anyagi téren nem teljesített kiemelkedően.

### Kritikai visszhang
A Rotten Tomatoes weboldalon a film 157 kritika alapján 61%-on áll. A szöveges értékelés szerint: „Szokatlanul aranyos és elbűvölő vígjáték a Farrelly testvérektől. A rajongóiknak lehet, hiányérzetük lesz majd a testnedvek feltűnő távolmaradása miatt.”
Roger Ebert négyből három csillagra értékelte, a szerinte „vicces és emellett jószívű” filmet. Pozitívumként értékelte a Farelly testvérek Ray "Rocket" Valliere nevű, értelmi fogyatékos barátjának szerepeltetését. Ebert szerint a rendezőpáros „nyitott és természetes módon közelít a fogyatékossággal élők felé, mely felüdülést jelent a filmekben megszokott feszengő, bűntudattól hajtott bánásmódhoz képest”.

## Fordítás
- Ez a szócikk részben vagy egészben  a   Stuck on You (film) című angol Wikipédia-szócikk ezen változatának fordításán alapul.  Az eredeti cikk szerkesztőit annak laptörténete sorolja fel. Ez a jelzés csupán a megfogalmazás eredetét és a szerzői jogokat jelzi, nem szolgál a cikkben szereplő információk forrásmegjelöléseként.